# ワシントン州出身の人物一覧
この一覧はワシントン州出身の著名人についての記事を姓の50音順に配列したものである。

## ア行
- ヴィノド・アガワル - 政治学者
- アール・アベリル - 野球選手（アメリカ野球殿堂表彰者）
- ドン・ウィルソン - ザ・ベンチャーズのギタリスト
- デイヴィッド・エディングス - 作家
- トム・エバンス - 野球選手
- ジョン・エルウェイ - アメリカンフットボール選手
- アポロ・アントン・オーノ - ショートトラックスケート選手
- ライル・オーバーベイ - 野球選手
- ステイシー・オリコ - 歌手
- ジョン・オルルド - 野球選手

## カ行
- クーパー・カップ - アメリカンフットボール選手
- オースン・スコット・カード - 作家
- ジョアン・カーナー - ゴルファー
- ジェームズ・カヴィーゼル - 俳優
- クリストファー・ギッセル - 野球選手
- ゲイリー・キルドール - デジタルリサーチ社の創業者
- ランディ・クートゥア - 格闘家
- リンゼイ・グーリン - 野球選手
- エリカ・クリステンセン - 女優
- ビング・クロスビー - 歌手
- ジャマール・クロフォード - バスケットボール選手
- ビル・ゲイツ - 実業家、マイクロソフト創業者の一人
- ブライアン・ケンドリック - プロレスラー
- ジェフ・コーナイン - 野球選手
- カート・コバーン - ミュージシャン
- レイチェル・コリー - 反戦活動家

## サ行
- グレイディ・サイズモア - 野球選手
- ラリー・サンガー - ウィキペディア創設者の一人
- ロン・サント - 野球選手
- ライン・サンドバーグ - 野球選手（アメリカ野球殿堂表彰者）
- ケニー・G - ミュージシャン
- ジェフ・ジェンキンス - 野球選手
- ヘンリー・M・ジャクソン - 政治家
- ジャスミン・S - タレント
- ジョージ・スティグラー - 経済学者
- ジョン・ストックトン - バスケットボール選手
- アレックス・スミス - アメリカンフットボール選手
- モーリス・スミス - キックボクサー
- ヒラリー・スワンク - 女優

## タ行
- ブライアン・ダニエルソン - プロレスラー
- デイル・チフーリ - ガラス彫刻家
- 蝶野正洋 - プロレスラー
- ポール・デード - 野球選手
- ジェイソン・テリー - バスケットボール選手

## ナ行
- ジョージ・ナカシマ - 家具デザイナー、建築家
- ピーター・ノートン - プログラマー、美術商
- ヒルマン・ニナーアイドル（NiziU）

## ハ行
- ジョシュ・バーネット - プロレスラー
- フランク・ハーバート - 作家
- マリオン・バウアー - 作曲家
- リンダ・バック - 生物学者
- チャック・パラニューク - 作家
- ジェンス・パルヴァー - 格闘家
- クライド・パングボーン - パイロット、世界初の太平洋無着陸横断飛行成功者
- ジョージ・ヒッチングス - 生理学者
- トーマス・フォーリー - 政治家
- フィッシャー・ブラック - 経済学者
- リチャード・ブローティガン - 作家
- マーク・ヘンドリクソン - 野球選手
- ジミ・ヘンドリックス - ミュージシャン
- スティーヴン・ホール - 建築家

## マ行
- ダーレン・マクギャヴィン - 俳優
- カイル・マクラクラン - 俳優
- ジョージ・フレデリック・マッケイ - 作曲家
- ダフ・マッケイガン - ミュージシャン
- ジャック・マルーフ - 野球選手
- 宮城ナナ - テニス選手
- 森本クリスティーナ - ファッションモデル

## ヤ行
- ミノル・ヤマサキ - 建築家

## ラ行
- マシュー・ランデル - 野球選手
- ジェロッド・リガン - 野球選手
- ティム・リンスカム - 野球選手
- ジョージ・リンチ - 元ドッケン、リンチ・モブのギタリスト
- ロジャー・レポーズ - 野球選手
- ケニー・ロギンス - ミュージシャン